# Alain Passerel
Alain Passerel est un journaliste et réalisateur français, connu pour avoir présenté les journaux radiophoniques de 13 heures et de 19 heures de France Inter.

## Biographie
Après avoir passé son enfance et son adolescence à Reims, Alain Passerel commence sa carrière sur FR3 Reims en radio (1976-1988), puis France Info (1988-1992) et France Inter (1992-2017). Il part en retraite à l'issue du journal de 13 heures du 28 juin 2017. Avec 40 ans de carrière à Radio France, il est décrit comme « figure incontournable de l'antenne » par Fabrice Abgrall.
Il est également réalisateur de documentaires vidéos.
Il a présenté le journal de 13 h sur France Inter. En avril 2017, il bat un record historique d'audience et il est le leader sur cette tranche horaire en termes d'audiences.